# Pyrauste
Pour genre d'insectes, voir Pyrausta.
Le pyrauste (ou pyrallis (πυραλλίς) ou pyrigonos, "qui nait du feu") est un insecte fantastique décrit notamment par les auteurs romains Pline l'Ancien et Claude Élien. Il est décrit comme étant originaire de Chypre, ayant quatre pattes et des ailes vaporeuses. Il vit dans le feu comme la salamandre et mourait s'il s'en éloignait. Au milieu du XXe siècle av. J.-C., Janssens l'identifie avec le Melanophila acuminata (en).

## Sources
- Histoire naturelle de Pline l'Ancien, Book 11, Chapter 42 ; le texte en latin indique pyral(l)is et soit pyrausta ou pyrotocon.
- Claude Élien, La Personnalité des animaux 2, 2 : Pyrigonos.
- Em. Janssens, "Le « pyrotocon » de Pline l'Ancien", Latomus, 9, fasc. 3 (juillet-septembre 1950), pp. 283-286 (Société d'Études Latines de Bruxelles).